# Ernest Henry Tourlet
Ernest Henry Tourlet (Chinon, 1843 – 1907) è stato un farmacista e botanico francese.

## Biografia
Studiò farmacia, scienze naturali e chimica a Parigi, poi tornò nella sua città natale, Chinon, dove nel 1868 successe al padre nella farmacia del paese. Fino alla sua morte nel 1907, raccolse le piante in tutto il dipartimento di Indre e Loire. Gli è stato attribuito il più l'importante erbario di Indre e Loire (11.000 esemplari e 1530 specie).
Pubblicò molte delle sue scoperte nel Bulletin de la Société botanique de France. Il suo Catalogue raisonné des plantes vasculaires du département d'Indre-et-Loire non lo finì del tutto a causa della sua morte.
Nel 1866 divenne membro associato della Société botanique de France. Le specie Carex tourletii Gillot ex Tourlet (sinonimo di Carex muelleriana) porta il suo nome.

## Opere principali
- Contribution à l'histoire de l'imprimerie à Loudun et à Chatellerault, 1900.
- Notice biographique sur François-Pierre Chaumeton (1775-1819), 1904.
- Histoire du collège de Chinon, 1905.
- Documents pour servir à l'histoire de la botanique en Touraine, 1905.
- Catalogue raisonné des plantes vasculaires du département d'Indre-et-Loire (con Pierre LouJean Ivolas), 1908.[2]